# یان پیتر پکولت
یان پیتر پکولت (انگلیسی: Jan-Peter Peckolt؛ زادهٔ ۴ مهٔ ۱۹۸۱) قایقران قایق بادبانی اهل آلمان است.
وی همچنین برندهٔ جوایزی همچون برگ بوی نقره‌ای شده‌است.